# Lotononis rara
Lotononis rara är en ärtväxtart som beskrevs av Dummer. Lotononis rara ingår i släktet Lotononis och familjen ärtväxter. Inga underarter finns listade i Catalogue of Life.